# Erbach (Donau)
Erbach je město v Německu, ve spolkové zemi Bádensko-Württembersko, v zemském okrese Alba-Dunaj. V roce 2013 zde žilo 13 118 obyvatel.

## Partnerská města
- Wolkersdorf im Weinviertel, Rakousko, 1981
- Thorigny sur Marne, Francie, 1982